# Vladimír Ševela
Vladimír Ševela (* 1965, Pardubice) je český novinář a spisovatel.

## Život

### Studium
Vladimír Ševela se narodil v roce 1965 v Pardubicích a po maturitě na gymnáziu v Mladé Boleslavi učil několik předmětů (kromě matematiky) na zvláštní škole ve Mšeně u Mělníka. Poté absolvoval vysokoškolské studium češtiny a němčiny na Filozofické fakultě Univerzity Karlovy v Praze.

### Kariéra
Po ukončení studií na FF UK pracoval jako jazykový redaktor v Lidových novinách. Během svého jednoročního pobytu v New Yorku posílal svoje články do různých českých novin. Po návratu z USA se začal živit (od roku 1993) jako novinář „na plný úvazek“. Nejprve působil jako reportér v redakci Mladé fronty DNES, poté psal pro Pátek Lidových novin. Pracoval v týdeníku Respekt odkud v lednu roku 2008 přešel do časopisu Týden. Od roku 2014 působil v Týdeníku Echo a zpravodajském serveru Echo 24. Od roku 2016 pracuje v Hospodářských novinách. V roce 2020 získal Česko–německou novinářskou cenu. Během cest do Indie dostal Vladimír Ševela roli mlčícího Evropana ve dvou bollywoodských filmech.

### Publikační činnost
V roce 1998 vydal knihu rozhovorů s českou prozaičkou, publicistkou a překladatelkou Ivou Pekárkovou (Můj život patří mně) a v roce 2015 mu vyšla v nakladatelství Prostor biografická kniha faktu (Český krtek v CIA: cesta Karla Köchera z STB přes americké tajné služby do Prognostického ústavu) mapující podrobně životní příběh československého vyzvědače Karla Köchera a jeho manželky Hany Köcherové (rozené Pardamcové).

## Vydané knihy
- PEKÁRKOVÁ, Iva. Rozmlouval: Ševela Vladimír. Můj život patří mně. 1. vydání Praha: Melantrich, 1998. 158 stran; Rozhovory. ISBN 80-7023-282-X.
- PEKÁRKOVÁ, Iva a ŠEVELA, Vladimír. Můj život patří mně. Vydání 2., V nakladatelství Maťa 1. Praha: Maťa, 2001. 120 stran; Meziloky; svazek 1. ISBN 80-7287-023-8.
- ŠEVELA, Vladimír. Český krtek v CIA: cesta Karla Köchera z STB přes americké tajné služby do Prognostického ústavu. Vydání první. Praha: Prostor, 2015. 397 stran, 80 nečíslovaných stran obrazových příloh. ISBN 978-80-7260-320-6.[9][10]